# Mirfak
Mirfak (α Per / α Persei) detta anche Algenib, è la stella più luminosa della costellazione di Perseo, situata a 510 anni luce dal nostro Sistema solare.

## Osservazione
La posizione della stella è fortemente settentrionale e ciò comporta che sia osservabile prevalentemente dall'emisfero nord, dove si presenta circumpolare anche da gran parte delle regioni temperate; dall'emisfero sud la sua visibilità è invece limitata alle regioni temperate settentrionali e alla fascia tropicale.
La sua magnitudine pari a +1,79 le consente di essere scorta con facilità anche dalle aree urbane di moderate dimensioni.
Il periodo migliore per la sua osservazione nel cielo serale ricade nei mesi compresi fra settembre e marzo; nell'emisfero nord è visibile anche per buona parte dell'anno, grazie alla declinazione boreale della stella, mentre nell'emisfero sud può essere osservata in particolare durante i mesi dell'estate australe.

## Caratteristiche fisiche
Si tratta di una supergigante gialla membro dell'ammasso stellare noto come Ammasso di Alpha Persei o Melotte 20, che è facilmente visibile con un binocolo ed include molte delle stelle più deboli della costellazione.
Mirphak è anche la più brillante delle stelle che fanno parte dell'associazione stellare Perseus OB3; nata come calda stella di classe B meno di 50 milioni di anni fa, come le stelle di grande massa ha avuto un'evoluzione rapida e sta già probabilmente trasformando l'elio in carbonio e ossigeno all'interno del suo nucleo, tramite il processo tre alfa.
Nel diagramma Hertzsprung-Russell Mirfak si trova nella zona a cui appartengono le cefeidi; si deduce facilmente che Mirfak appartenga dunque a questa classe di variabili. Lo studio di queste stelle è estremamente importante in quanto, funzionando come una sorta di candele standard, permettono di calcolare con una certa precisione la distanza delle galassie più o meno vicine.

### Pianeta candidato
Nel 2012 è stato annunciata la scoperta di un candidato esopianeta attorno a Mirfak, la cui massa sarebbe di 6,6 volte quella di Giove e che orbiterebbe a quasi 1 UA di distanza dalla stella in 128 giorni. La scoperta tuttavia non è stata mai confermata.

## Etimologia e significato culturale
I nomi Mirfak e Algenib derivano dall'arabo:  Il primo termine significa "gomito", viene anche scritto Mirphak, Marfak o Mirzac, e deriva da al-Mirfaq Thurayya, mentre Algenib, o anche Elgenab, Genib, Chenib o Alchemb, deriva da الجنب al-janb, che significa "fianco", o "lato". Algenib tra l'altro è un nome usato anche per γ Pegasi.
Hinali'i è il nome della stella nell'astronomia nativa Hawaiiana. Il nome della stella è per commemorare un grande tsunami e segna l'inizio della migrazione di Maui. Secondo il folklore hawaiano, Hinali'i è il punto di separazione tra la terra e il cielo, creato durante la creazione della Via Lattea.
In cinese, 天船 (Tiān Chuán) significa nave celeste, e si riferisce ad un asterismo composto da α Persei, η Persei, γ Persei, ψ Persei, δ Persei, 48 Persei, μ Persei e HD 27084. Di conseguenza, α Persei stessa è conosciuta come 天 船 三 (Tian Chuan San), la terza stella della nave Celeste.